# 25-й піхотний полк (Австро-Угорщина)
25-й Угорський піхотний полк Едлера фон Покорні (нім. Ungarisches Infanterieregiment „Edler v. Pokorny“ Nr. 25) ― піхотний полк Спільної армії Збройних сил Австро-Угорщини.

## Історія
Полк сформовано в 1672 році.
Штаби полку: Прага (1873), Відень (1889—1901), Лученець (1901—1914). Округ поповнення: Лученець (№ 25), на території 6-го армійського корпусу.
Полкове свято відзначалося 21 травня, в річницю битви під Асперном (1809).

## Бойовий шлях
У 1914 році, під час Першої світової війни, полк воював проти росіян у Галичині.

## Склад
- 1-й батальйон (1889―1914: Лученець);
- 2-й батальйон (1901―1907: Горажде, 1908―1914: Лученець);
- 3-й батальйон (1903―1914: Лученець);
- 4-й батальйон (1903―1907: Лученець, 1908—1914: Горажде).

Національний склад (1914):
- 56 % — угорці;
- 41 % — словаки;
- 3 % — інші національності.[1]

## Почесні шефи
- 1672―1690: фельдмаршал Йоганн Карл Сереньї;
- 1691―1692: Франц Крістоф Фрайгер фон Амензага;
- 1693―1720: фельдмаршал граф Сципіон Баньї;
- 1721―1722: фельдмаршал-лейтенант Філіп Фрайгер фон Ланглет;
- 1723―1730: фельдмаршал-лейтенант Матвій Марк де Луччіні;
- 1731―1740: фельдцейхмейстер Карл Франц Фрайгер фон Вахтендонк;
- 1741―1756: фельдцейхмейстер Октавій Принц Пікколоміні;
- 1757―1782: фельдмаршал граф Франц Людвіг Тюртхайм;
- 1783―1800: фельдмаршал-лейтенант граф Людвіг Брешенвіль;
- 1801―1808: фельдмаршал-лейтенант граф Йоганн Рюдігер Шпорк;
- 1808: фельдмаршал-лейтенант граф Франц Юліус фон Цедтвіц;
- 1809―1822: фельдецейхмейстер Тьєрі де Вокс;
- 1823―1841: фельдецейхмейстер Вернер фон Трапп;
- 1842―1857: фельдецейхмейстер Густав фон Вохер цу Оберлохау і Гаузен;
- 1858: фельдмаршал-лейтенант Йоганн Генріх Антон Фідель Саліс-Цізерс;
- 1858―1877: фельдецейхмейстер Лазар фон Мамула;
- 1878―1901: фельдецейхмейстер Вінценц Пюркер фон Пюркхайн;
- 1901―1918: генерал кавалерії Герман фон Покорні.[1][2]

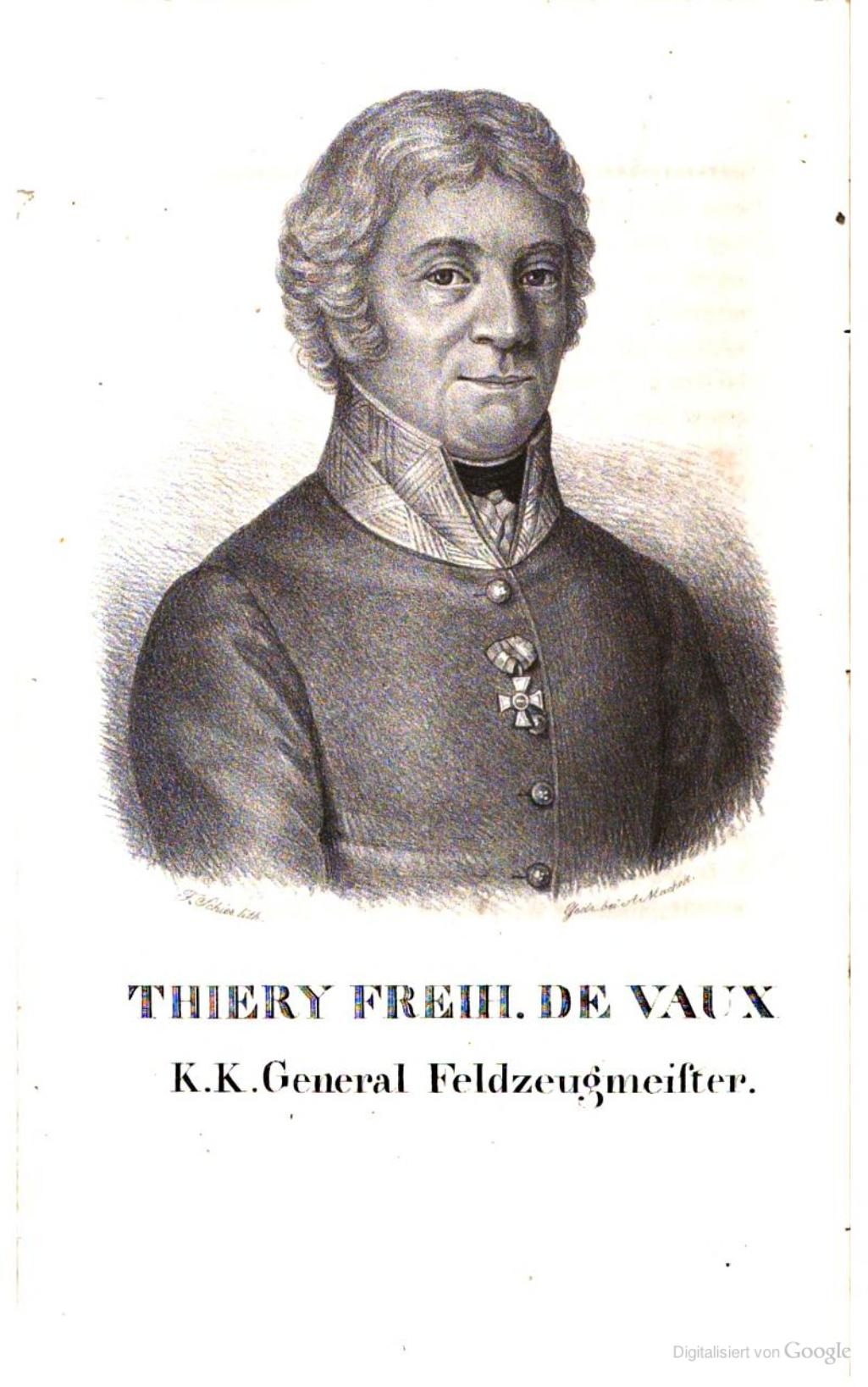
Тьєрі де Вокс
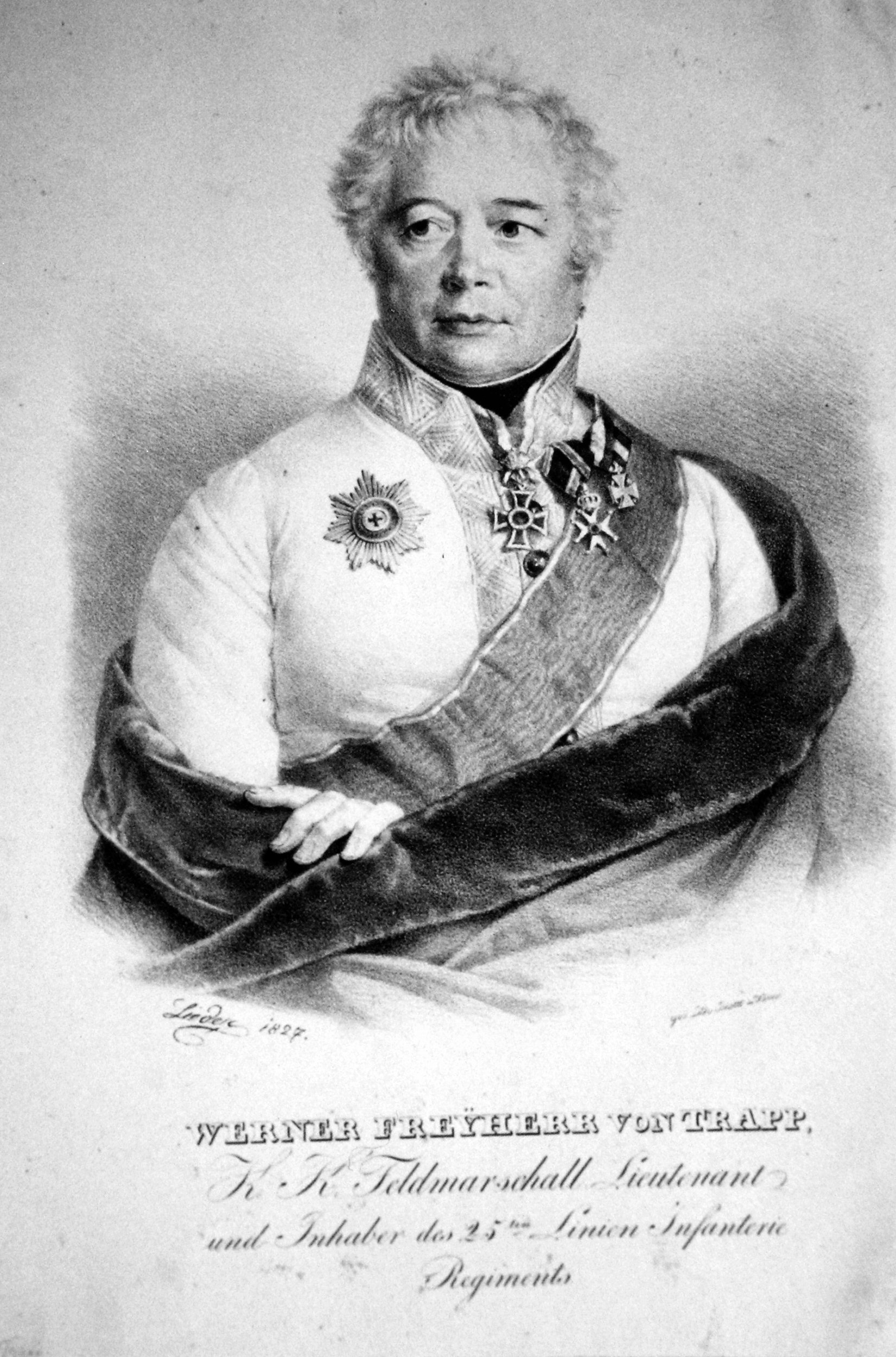
Вернер фон Трапп
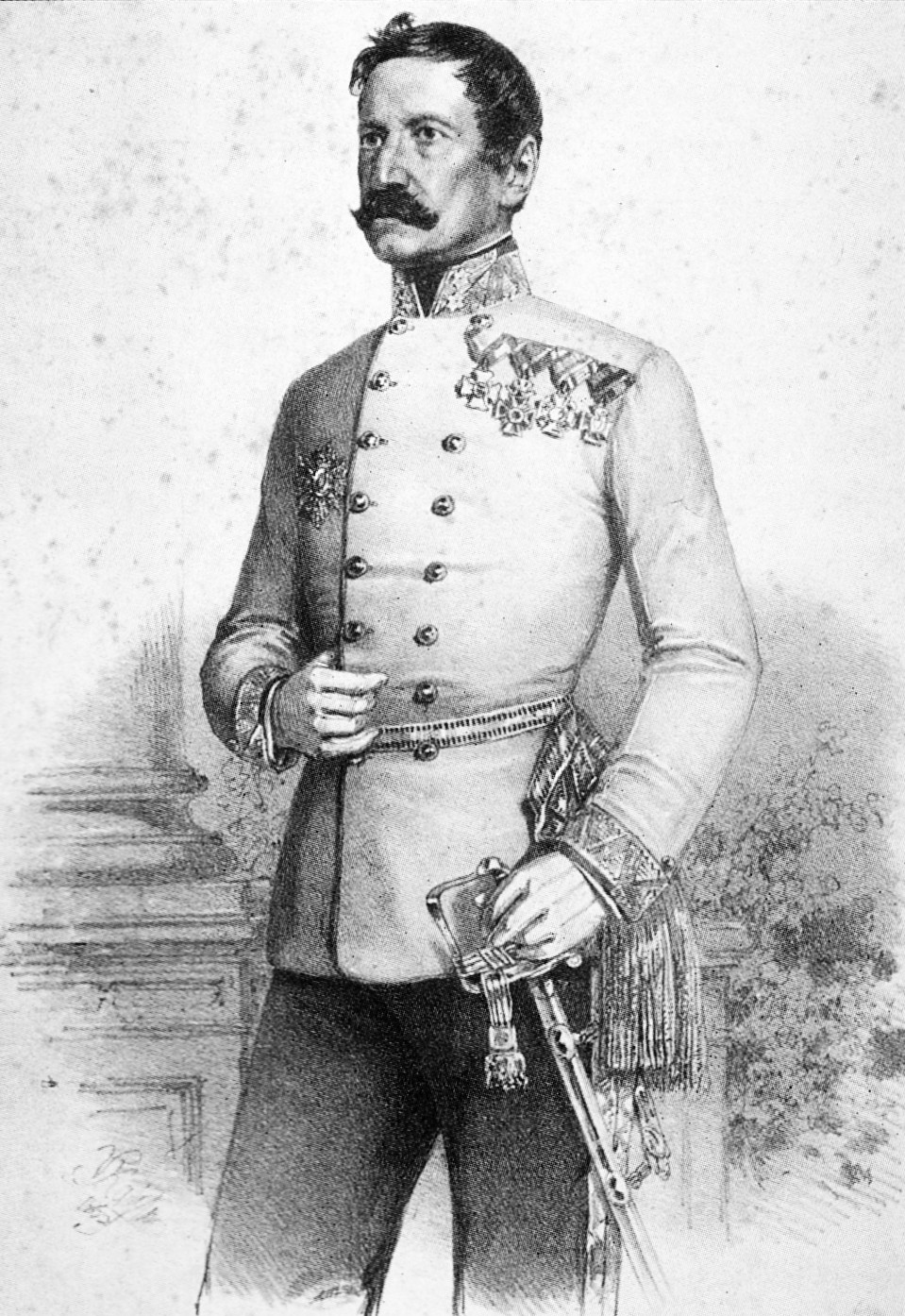
Лазар фон Мамула
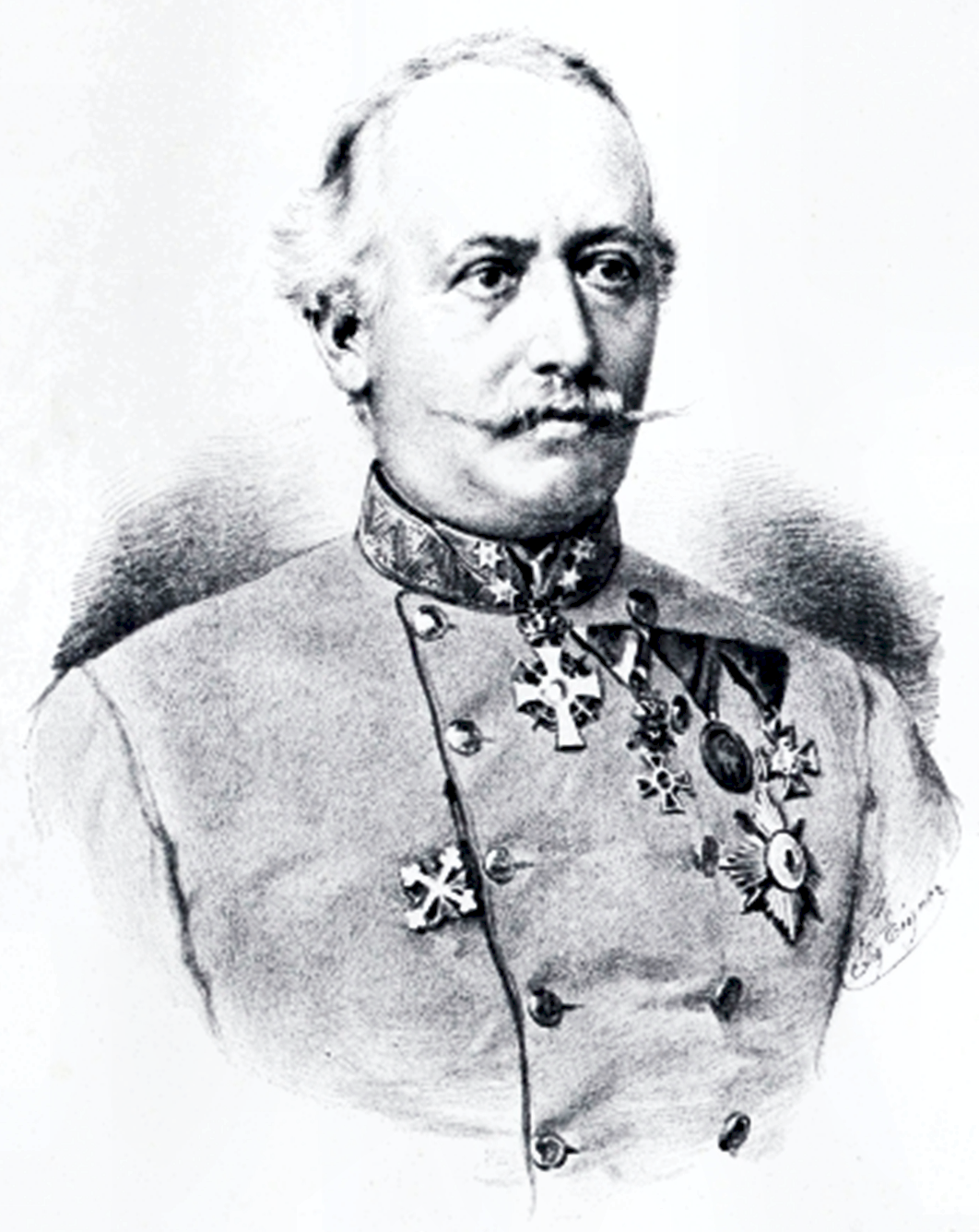
Вінценц Пюркер фон Пюркхайн

## Командування
- 1873―1874: полковник Емануель Фрітч;
- 1874: полковник Адольф Ланг фон Вальдтурн;
- 1899: полковник Густав Баслер;
- 1899―1904: полковник Карл Ліб;
- 1904―1907: полковник Пауль Ліппа;
- 1907―1911: полковник Рудольф Браун;
- 1911―1914: полковник Ладіслаус Горват.[1][2]

## Підпорядкування
Станом на 1901 рік полк (без 2-го батальйону) підпорядковувався 53-й піхотній бригаді 27-ї піхотної дивізії, тоді як 2-й батальйон 8-й гірській бригаді 1-ї піхотної дивізії.
У 1914 році полк входив до складу 53-ї піхотної бригади 27-ї піхотної дивізії, тоді як окремий 4-й батальйон підпорядковувався командиру 7-ї гірської бригади 1-ї піхотної дивізії.

## Однострій

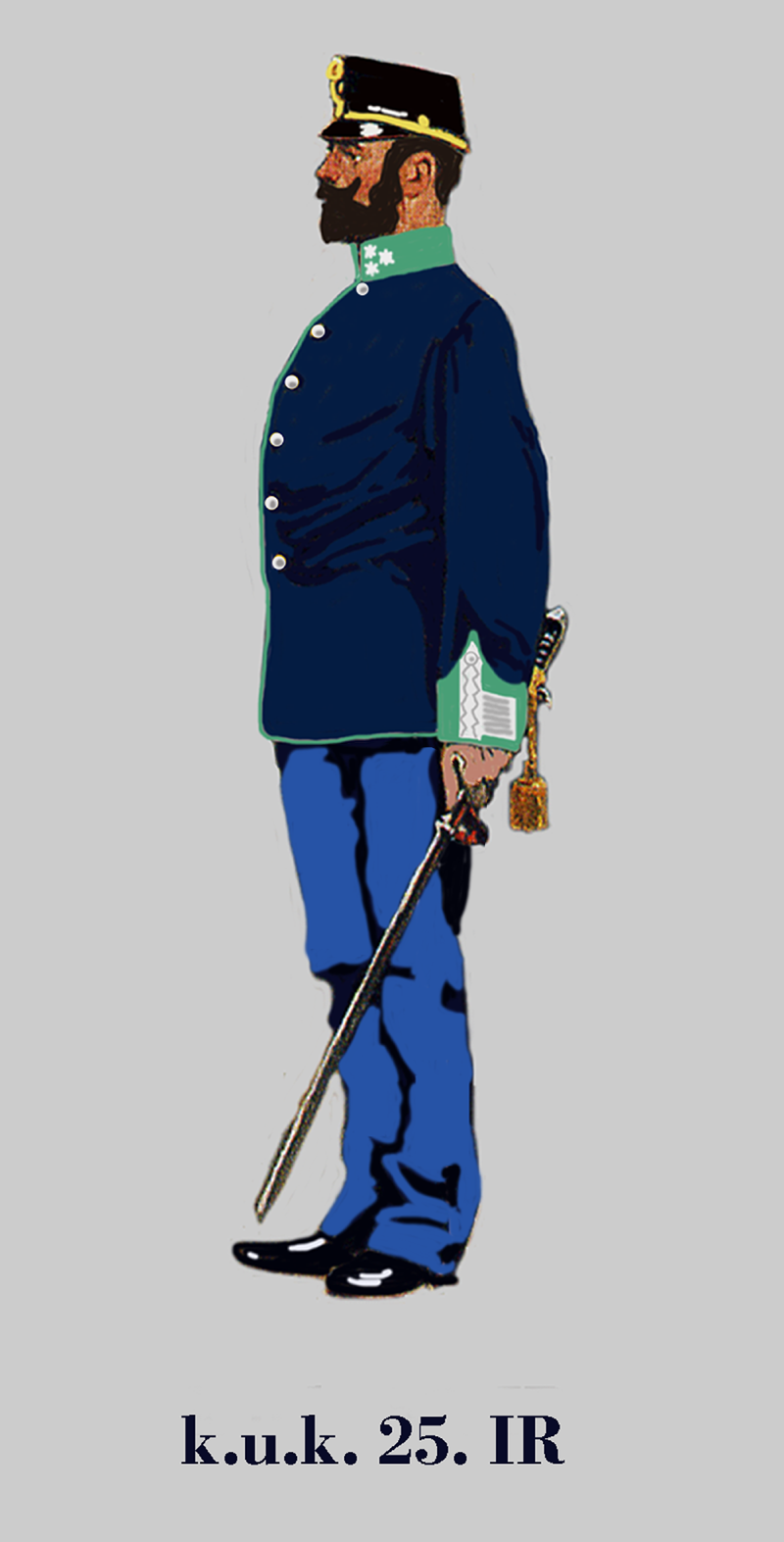
Гауптман 25-го піхотного полку
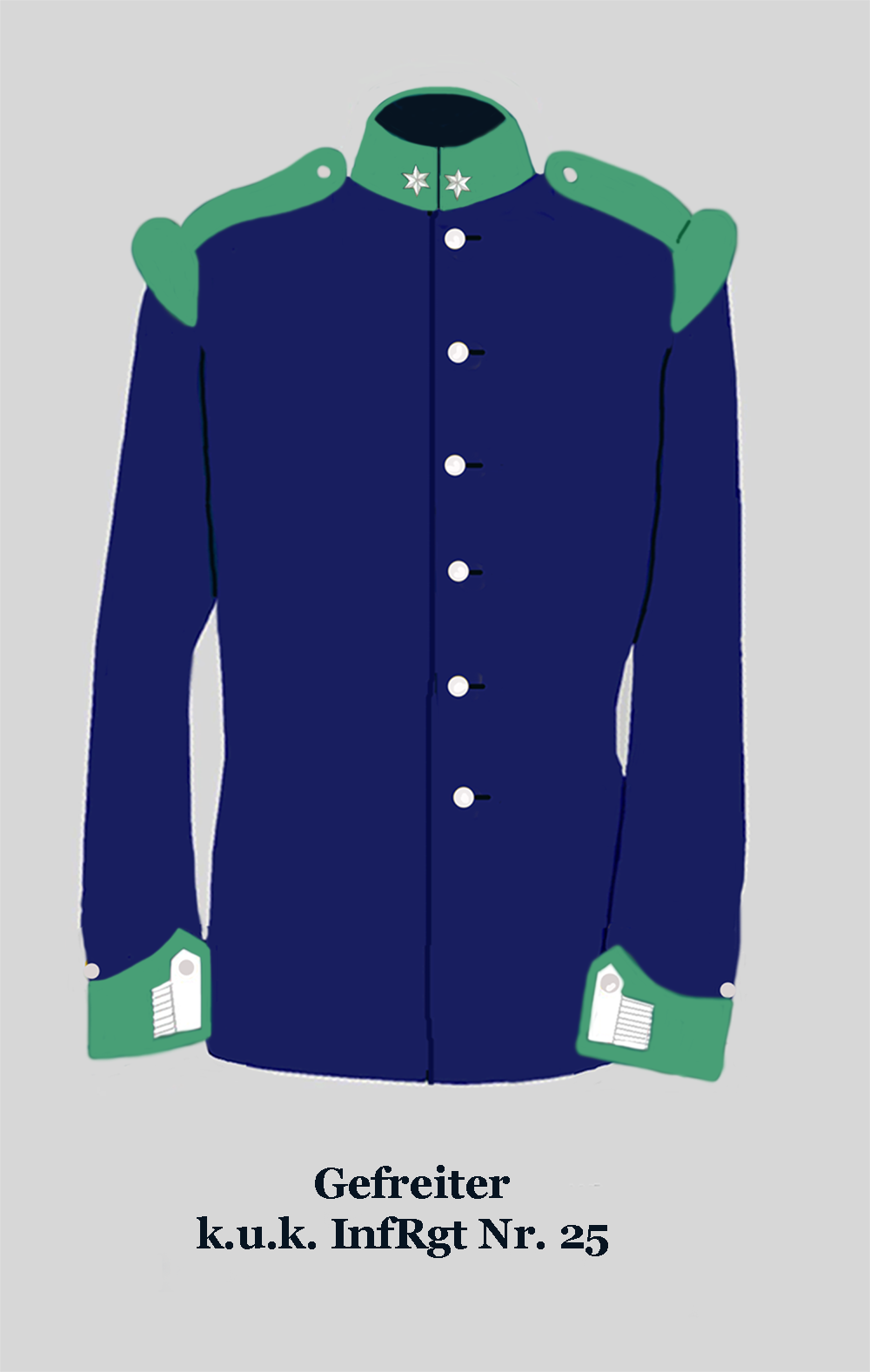
Мундир єфрейтора 25-го піхотного полку

## Пам'ять
Загиблі військовослужбовці полку поховані на військових кладовищах в Ґромнику (№ 145), Любінка (№ 192) (Польща).

## Військовослужбовці
| Ім'я                             | Роки життя | Звання • посада • підрозділ                                                        | Роки служби в полку | Місце загибелі / поховання |
| -------------------------------- | ---------- | ---------------------------------------------------------------------------------- | ------------------- | -------------------------- |
| Паммер Рудольф                   |            | оберст-лейтенант                                                                   | 1914                |                            |
| Шмідбахер Йосиф                  |            | оберст-лейтенант, командир 3-го бат.                                               | 1914                |                            |
| Розенмайр Вінсенц                |            | майор, командир 4-го бат.                                                          | 1914                |                            |
| Вачулік Антон                    |            | майор, командир пункту поповнення                                                  | 1914                |                            |
| Люрцер Артур фон Зеенталь        |            | майор, командир запасного батальйону                                               | 1914                |                            |
| Гальбш Юліус                     |            | майор, командир 1-го бат.                                                          | 1914                |                            |
| Горак Адольф                     |            | майор, командир 2-го бат.                                                          | 1914                |                            |
| Кегль Карл                       |            | гауптман                                                                           | 1914                |                            |
| Сольц Дезидерій                  |            | гауптман                                                                           | 1914                |                            |
| Фрідлендер Генріх                |            | гауптман                                                                           | 1914                |                            |
| Сігетій Коломан                  |            | гауптман                                                                           | 1914                |                            |
| Бартель Рудольф                  |            | гауптман                                                                           | 1914                |                            |
| Хеннінгс Аладар                  |            | гауптман                                                                           | 1914                |                            |
| Вернер Фрідріх                   |            | гауптман                                                                           | 1914                |                            |
| Сацінгер Лоренц                  |            | гауптман, полковий ад'ютант                                                        | 1914                |                            |
| Міхал Рудольф                    |            | гауптман                                                                           | 1914                |                            |
| Тіхтль Гюго                      |            | гауптман                                                                           | 1914                |                            |
| Веттенгель Рудольф               |            | гауптман                                                                           | 1914                |                            |
| Каролій Карл                     |            | гауптман, понадштатний референт округу поповення                                   | 1914                |                            |
| Бек Рудольф                      |            | гауптман, командир кулеметного відділу                                             | 1914                |                            |
| Секулич Костянтин                |            | гауптман, прикомандирований до Генерального штабу                                  | 1914                |                            |
| Гатарінгенр Карл                 |            | гауптман, прикомандирований до Військового міністерства                            | 1914                |                            |
| Фіахгоф Едмунд                   |            | гауптман                                                                           | 1914                |                            |
| Зехмейстер Юліус                 |            | гауптман                                                                           | 1914                |                            |
| Гауска Карл                      |            | гауптман                                                                           | 1914                |                            |
| Грушка Річард                    |            | гауптман                                                                           | 1914                |                            |
| Фанг де Кесег Дезидерій          |            | гауптман                                                                           | 1914                |                            |
| Бродський Геза                   |            | гауптман                                                                           | 1914                |                            |
| Реріг Карл                       |            | гауптман, понадштатний у телеграфному полку                                        | 1914                |                            |
| Штер Людвіг                      |            | гауптман                                                                           | 1914                |                            |
| Джемрич Любомир                  |            | гауптман, понадштатний офіцер військової нижчої реальної школи в м. Страсс         | 1914                |                            |
| Рейхард Юліус                    |            | гауптман                                                                           | 1914                |                            |
| Релікс Мілан                     |            | гауптман                                                                           | 1914                |                            |
| Краус Рудольф                    |            | гауптман, понадштатний офіцер військової вищої реальної школи в м. Кошиці          | 1914                |                            |
| Стейскал Карл                    |            | гауптман                                                                           | 1914                |                            |
| Руснак Франц                     |            | гауптман, кулеметний відділ                                                        | 1914                |                            |
| Німак де Клос-Хлвений Адальберт  |            | гауптман, понадштатний офіцер військової вищої реальної школи в м. Кошиці          | 1914                |                            |
| Єлінек Гюго                      |            | гауптман                                                                           | 1914                |                            |
| Ріттер фон Штейн Ернст           |            | оберлейтенант, понадштатний офіцер військової вищої реальної школи в м. Кошиці     | 1914                |                            |
| Бем Густав                       |            | оберлейтенант, прикомандирований до 6-ї дивізії                                    | 1914                |                            |
| Стойка Міхель                    |            | оберлейтенант                                                                      | 1914                |                            |
| Корнгоффер Адальберт             |            | оберлейтенант, ад'ютант батальйону                                                 | 1914                |                            |
| Колар Любомир                    |            | оберлейтенант, окремий батальйон                                                   | 1914                |                            |
| Маршан Рудольф                   |            | оберлейтенант, окремий батальйон                                                   | 1914                |                            |
| Фабіан Герман                    |            | оберлейтенант, окремий батальйон                                                   | 1914                |                            |
| Балтрес Артур                    |            | оберлейтенант, залишався у складі, проте не виконував обов'язки                    | 1914                |                            |
| Оттенрейтер Карл                 |            | оберлейтенант, командир штабу                                                      | 1914                |                            |
| Магі фон Гезтелі Бартоломей      |            | оберлейтенант                                                                      | 1914                |                            |
| Менхардт Альфред                 |            | оберлейтенант, окремий батальйон                                                   | 1914                |                            |
| Фрай Арпад                       |            | оберлейтенант                                                                      | 1914                |                            |
| Баррей Євген                     |            | оберлейтенант                                                                      | 1914                |                            |
| Хонечі Карл                      |            | оберлейтенант                                                                      | 1914                |                            |
| Ріттінгер Адальберт              |            | оберлейтенант, понадштатний в автомобільному підрозділі                            | 1914                |                            |
| Теодор фон Ланьї                 |            | оберлейтенант, залишався у складі, проте не виконував обов'язки                    | 1914                |                            |
| Кубасс Арпад                     |            | оберлейтенант, ад'ютант запасного батальйону                                       | 1914                |                            |
| Райнет Маттіас                   |            | оберлейтенант, понадштатний офіцер в окрузі поповнення (Лученець)                  | 1914                |                            |
| Краус Губерт                     |            | оберлейтенант, понадштатний офіцер військово-географічного інституту               | 1914                |                            |
| Райхель Йосиф                    |            | оберлейтенант, понадштатний офіцер військово-географічного інституту               | 1914                |                            |
| Чепень Адальберт                 |            | оберлейтенант                                                                      | 1914                |                            |
| Балтрес Євген                    |            | оберлейтенант, ад'ютант батальйону                                                 | 1914                |                            |
| Джером Франц                     |            | оберлейтенант, прикомандирований до Кадетської школи піхоти в Тімішоарі            | 1914                |                            |
| Ріттер фон Лепковський Вільгельм |            | оберлейтенант, понадштатний офіцер в окрузі поповнення (Лученець)                  | 1914                |                            |
| Модрович Ернст                   |            | оберлейтенант, офіцер інженерного підрозділу                                       | 1914                |                            |
| Фюрст Євген                      |            | оберлейтенант, ад'ютант батальйону                                                 | 1914                |                            |
| Премуда Йоганн                   |            | оберлейтенант                                                                      | 1914                |                            |
| Гавранек Франц                   |            | оберлейтенант, запасний батальйон                                                  | 1914                |                            |
| Мікіч Пауль                      |            | оберлейтенант                                                                      | 1914                |                            |
| Рохн Адальберт                   |            | оберлейтенант                                                                      | 1914                |                            |
| Хеберле Карл                     |            | оберлейтенант, прикомандирований до Військової нижчої реальної школи в Тиргу-Муреш | 1914                |                            |
| Джірас Йосиф                     |            | оберлейтенант, запасний батальйон                                                  | 1914                |                            |
| Гальд фон Гальденбург Олександр  |            | лейтенант                                                                          | 1914                |                            |
| Грьобль Леопольд                 |            | лейтенант                                                                          | 1914                |                            |
| Раукх Генріх                     |            | лейтенант                                                                          | 1914                |                            |
| Гьоттліхер Оскар                 |            | лейтенант, запасний батальйон                                                      | 1914                |                            |
| Дрца Велімір                     |            | лейтенант, запасний батальйон                                                      | 1914                |                            |
| Дорнер Алоїз                     |            | лейтенант, запасний батальйон                                                      | 1914                |                            |
| Шільхер Губерт                   |            | лейтенант                                                                          | 1914                |                            |
| Швенк Річард                     |            | лейтенант                                                                          | 1914                |                            |
| Гроссман Еміль                   |            | лейтенант                                                                          | 1914                |                            |
| Кунце Людвіг                     |            | лейтенант, прикомандирований до 29-го полку польової артилерії                     | 1914                |                            |
| Клен Аурель                      |            | лейтенант, прикомандирований до 13-го полку польових гаубиць                       | 1914                |                            |
| Умлауф Олексій                   |            | лейтенант                                                                          | 1914                |                            |
| Шего Стефан                      |            | лейтенант                                                                          | 1914                |                            |
| Харцер Олександр                 |            | лейтенант                                                                          | 1914                |                            |
| Вілім Степан                     |            | лейтенант                                                                          | 1914                |                            |
| Стимакович Звонимир              |            | лейтенант                                                                          | 1914                |                            |
| Дретлефф Герман                  |            | лейтенант                                                                          | 1914                |                            |
| Тісс Адольф                      |            | лейтенант                                                                          | 1914                |                            |
| Штельцер Фрідріх                 |            | лейтенант, запасний батальйон                                                      | 1914                |                            |
| Лейдольф Тібурцій                |            | лейтенант                                                                          | 1914                |                            |
| Чермак Адальберт                 |            | лейтенант, запасний батальйон                                                      | 1914                |                            |
| Легоцький Тит                    |            | лейтенант, запасний батальйон                                                      | 1914                |                            |
| Панек Арнольд                    |            | лейтенант                                                                          | 1914                |                            |
| Абт Альбін                       |            | лейтенант                                                                          | 1914                |                            |
| Зігеттер Віктор                  |            | фенрих                                                                             | 1914                |                            |
| Медзірадський Роберт             |            | фенрих                                                                             | 1914                |                            |
| Кіс Людвіг                       |            | фенрих                                                                             | 1914                |                            |
| Лакатос Ладіслав                 |            | фенрих                                                                             | 1914                |                            |
| Краут Йоганн                     |            | гауптман у відставці, офіцер складу                                                | 1914                |                            |
| Дахм Йосиф                       |            | оберлейтенант — інтендант (з постачання їжею)                                      | 1914                |                            |
| Шварц Леопольд                   |            | лейтенант — інтендант (продовольчого постачання)                                   | 1914                |                            |
| Лакнер Бертольд                  |            | штабний лікар                                                                      | 1914                |                            |
| Клейн Аладар                     |            | полковий лікар                                                                     | 1914                |                            |
| Баняй Еміль                      |            | старший лікар, запасний батальйон                                                  | 1914                |                            |
| Нойман Моріц                     |            | гауптман — фінансовий обліковець                                                   | 1914                |                            |
| Штейнхардт Франц                 |            | лейтенант — фінансовий обліковець                                                  | 1914                |                            |
| Веселий Карл                     |            | лейтенант — фінансовий обліковець                                                  | 1914                |                            |